# Rebecca Nilsson
Rebecca Nilsson (* 21. Juni 1998 in Tumba, Schweden) ist eine schwedische Handballspielerin.

## Karriere

### Im Verein
Nilsson begann das Handballspielen beim schwedischen Verein Skå IK, für den sie bis zum Jahr 2013 aktiv war. Daraufhin lief die Torhüterin für Gökstens BK und Huddinge HK  auf. In der Saison 2014/15 gewann Nilsson mit der B-Jugend von IFK Tumba die schwedische Meisterschaft, wobei sie beim Finalturnier in das All-Star-Team gewählt wurde. Später gelangte sie über die Station Nacka HK zu Skuru IK.
Nilsson absolvierte in der Spielzeit 2015/16 insgesamt fünf Erstligaspiele sowie ein Europapokalspiel für Skuru. Ab der darauffolgenden Spielzeit wurde sie regelmäßig eingesetzt. Mit insgesamt 244 Paraden hielt sie in der Saison 2017/18 die meisten gegnerischen Würfe in der Svensk HandbollsElit. Mit Skuru scheiterte sie im Jahr 2019 im Finale um die schwedische Meisterschaft an IK Sävehof. Im November 2020 wurde sie mit einer Fangquote von 43 % zur Spielerin des Monats in der höchsten schwedischen Spielklasse gewählt. Mit Skuru gewann sie 2021 die schwedische Meisterschaft. Seit der Saison 2021/22 steht sie beim deutschen Bundesligisten TuS Metzingen unter Vertrag. Im Sommer 2023 kehrte sie zum Skuru IK zurück.

### In Auswahlmannschaften
Rebecca Nilsson bestritt zwischen 2014 und 2018 insgesamt 56 Länderspiele für die schwedische Jugend- sowie für die Juniorinnennationalmannschaft, in denen sie drei Tore warf. Mit diesen Auswahlmannschaften nahm sie an der U-17-Europameisterschaft 2015, an der U-18-Weltmeisterschaft 2016, an der U-19-Europameisterschaft 2017 und an der U-20-Weltmeisterschaft 2018 teil.
Als nach dem Hinspiel der WM-Qualifikation 2021 gegen die Ukraine durch mehrere positive Coronafälle der komplette schwedische Kader pausieren musste, wurde kurzerhand für das Rückspiel eine neue Mannschaft zusammengestellt. Infolgedessen gab Nilsson am 21. April 2021 ihr Länderspieldebüt für die schwedische Nationalmannschaft.